# Osterode (distrito)
Osterode é um distrito (Kreis ou Landkreis) da Alemanha localizado no estado de Baixa Saxônia.

## Cidades e municípios
|                                                                         | |                                                  |
| Cidades                                                                 | Samtgemeinden | Samtgemeinden                                    |
| 1. Bad Lauterberg 2. Bad Sachsa 3. Herzberg am Harz 4. Osterode am Harz | - 1. Bad Grund 1. Bad Grund² 2. Badenhausen 3. Eisdorf 4. Gittelde 5. Windhausen¹ - 2. Hattorf am Harz 1. Elbingerode 2. Hattorf am Harz¹ 3. Hörden am Harz 4. Wulften am Harz | - 3. Walkenried 1. Walkenried¹ 2. Wieda 3. Zorge |
|                                                                         | ¹sede do Samtgemeinde ² cidade |                                                  |